# Feuquières-en-Vimeu
Feuquières-en-Vimeu é uma comuna francesa na região administrativa de Altos da França, no departamento de Somme. Estende-se por uma área de 7,99 km². Em 2010 a comuna tinha 2 576 habitantes (densidade: 322,4 hab./km²).